# 佛罗伦萨大学
佛罗伦萨大学（義大利語：Università degli Studi di Firenze），是位於意大利佛罗伦萨的一所公立大学，成立于1321年。该大学有12个学院，学生50,000名。

## 学校简介

### 歷史
佛罗伦萨大学是一所古老的大学，她的前身是1321年建立的佛罗伦萨学院，直到1923年通过法律正式命名为佛罗伦萨大学。
佛罗伦萨大学来源于Studium Generale,它是由佛罗伦萨共和国于1321年建立的。最初，在Studium开民法和宗教法、文学和药学课程，许多著名学者都曾应邀在那教学。Giovanni Bocauio就曾受邀在那讲授Divine Comedy。
1349年，教皇克勉六世颁布的法令表明他已认识到Studium 的重要性。在法令中，他正式授Studium颁发普通学位，延伸了Privilegia Maxima,并且建立了佛罗伦萨第一个意大利语神学院。
1923年，通过法律，大学正式命名为佛罗伦萨大学。
1999年，佛罗伦萨大学被欧盟誉为“欧洲优秀学院”。

### 現況
大学共有6万余名学生，其中一万三千余人是入学新生。35%的入学新生来自于佛罗伦萨省，38%来自托斯卡纳以外的省，22%来自于意大利各区，约有5%来自其他国家。学校现教职工和研究生超过2300人，技术和管理人员将近1800余人。佛罗伦萨大学是意大利四大经济名校之一，1999年佛罗伦萨大学被欧盟授予“欧洲杰出的科研教学中心”的称号，以表彰在欧洲一体化进程中在教学领域做出的专业性贡献。此外，佛罗伦萨大学还有世界上150个知名大学签订了科研与教学合作协议。现在佛罗伦萨大学是意大利重要的现代化高等学府。

## 院系设置
- 农学院
- 建筑学院
- 艺术学院
- 经济学院
- 教育学院
- 工程学院
- 法学院
- 理学院
- 医学院
- 药学院
- 心理学学院
- 政治学院

## 姊妹校

### 亞洲地區
台湾臺北市：臺北醫學大學

## 知名校友

### 毕业生
- 乔瓦尼·秦梯利（意大利語：Giovanni Gentile，1875年5月30日－1944年4月15日）意大利新黑格尔观念论哲学家。《意大利百科全书》主编。曾任罗马大学哲学史教授，出版了一本《马克思的哲学》。后信奉法西斯主义，自称为“法西斯主义的哲学家”，曾为贝尼托·墨索里尼代笔写作《法西斯的教条》（1932年）一书。还担任其教育部长。他自创了行动唯心主义的哲学体系。
- 加布里埃莱·韦内齐亚诺（意大利语：Gabriele Veneziano）理论物理学家，弦理论先驱。
- 马泰奥·伦齐（意大利語：Matteo Renzi，1975年1月11日－），意大利政治人物，第56任意大利总理，2013年12月当选民主党总书记。
- 埃米利奥·普奇 (意大利语：Emilio Pucci，1914 - 1992)，意大利贵族，企业家，时装设计师。创办时装品牌PUCCI。
- 多娜泰拉·范思哲（意大利语：Donatella Versace），意大利时装设计师，范思哲创意总监。
- 王贻芳，中国物理学家，中国科学院院士，中国科学院高能物理研究所所长。

### 教职工
- 约翰内斯·阿尔吉罗波洛斯（英語：John Argyropoulos，1415 - 1487）文艺复兴时期君士坦丁堡的希腊语学者和医学教师，他曾将亚里士多德的包括《物理学》在内的众多著作翻译成为拉丁语。在当时的欧洲产生了广泛影响力。
- 恩里科·费米，物理学家，1938年诺贝尔物理学奖得主。
- 朱塞佩·孔特意大利前总理。